# Sanctuary Cities
Sanctuary Cities (englisch „Zufluchtsstädte“) ist ein Sammelbegriff, der Städte und Gemeinden bezeichnet, die verschiedene Regelungen eingeführt haben, mit denen sie die Zusammenarbeit mit ihrer jeweiligen Staatsregierung bei Fällen illegaler Einwanderung reduziert haben.
Manche gewähren dabei allen Bewohnern Zugang zu öffentlichen Dienstleistungen und weigern sich beispielsweise an Abschiebungen mitzuwirken. Dabei können sich Bündnisse von flüchtlingssolidarischen Aktionsgruppen mit kommunalen Verwaltungen, Gesundheitsbehörden, Schulen, Gewerkschaften und Polizeiorganisationen finden, die aus unterschiedlichen Gründen von Problemen für das kommunale Zusammenleben ausgehen, welche sich z. B. aus der Einteilung in legale, geduldete und illegale Einwanderer ergeben.

## Europa
In Europa gehört beispielsweise Barcelona (Spanien) zu diesem Netzwerk. In England, Wales, Schottland und Irland finden sich mittlerweile über 80 Städte und Gemeinden sowie Regionen unter dem Titel auch einer City of Sanctuary, beispielsweise Glasgow, Oxford, Sheffield und Swansea.
Im deutschsprachigen Raum hat sich die Bezeichnung solidarische Städte etabliert.

## USA
In den Vereinigten Staaten von Amerika bezeichnen sich rund 200 Städte und Gemeinden als Sanctuary Cities. Ein entsprechendes Mandat für eine Änderung der Stadtverordnung wurde erstmals im Jahr 1979 von der Stadtverwaltung von Los Angeles (Los Angeles City Council) und dem Los Angeles Police Department (Special Order 40) beschlossen. Eine einheitliche Definition der amerikanischen Bundesregierung darüber, was eine Sanctuary City ist, lag im April 2017 aber noch nicht vor und war Gegenstand einer Auseinandersetzung der Stadt Los Angeles mit dem Heimatschutzministerium.
Etwa 11 Millionen Personen hielten sich nach Schätzungen von Aktivisten 2017 illegal in den USA auf, davon der überwiegende Teil in Sanctuary Cities.

### Verfahren
In den USA wurden etwa 300 Gerichtsbezirke zwischen 2014 und 2015 gezählt, die rund 17.000 Anordnungen der Bundesbehörden zum Festhalten von illegalen Einwanderern nicht umsetzten. In diesen Fällen waren Personen in Sanctuary Cities zunächst wegen Vergehen festgenommen worden, die nichts mit ihrem Aufenthaltsstatus zu tun hatten und später auf Polizeiwachen beim Identitätsabgleich mit den Bundesbehörden als illegale Einwanderer erkannt wurden. Die Bundesbehörden hatten daraufhin angeordnet, die Personen weiter festzuhalten, was bei leichteren Vergehen von vielen Sanctuary Cities unter Verweis auf den 4. Verfassungszusatz (keine Inhaftierung ohne Anklage) verweigert wurde.

### Entwicklung
Nachdem Donald Trump die Initiative bereits in seinem Wahlkampf verurteilt hatte, gab er als der neu amtierende amerikanische Präsident am 24. Januar 2017 bekannt, Finanzhilfen für die Städte zu streichen, die illegal in die USA eingereiste Zuwanderer nicht festnehmen.
Nachdem San Francisco und das benachbarte Santa Clara County gegen ein entsprechend erlassenes Dekret Klage erhoben hatten, urteilte im April 2017 ein Bundesrichter (Bezirksrichter William Orrick III vom United States District Court for the Northern District of California), dass dieses verfassungswidrig sei, weil die Regelung von Bundeszuschüssen gar nicht in die Kompetenz des Präsidenten, sondern in die des Kongresses falle.
Eine weitere Klage wurde von der ebenfalls kalifornischen Stadt Richmond erhoben.
Am 7. Mai 2017 unterzeichnete Greg Abbott in seiner Rolle als Gouverneur von Texas eine Anordnung, nach der alle Polizisten ermächtigt sind, den Aufenthaltsstatus von Personen zu klären. Weiterhin sind Verdächtige, die für eine Abschiebung in Frage kommen, festzuhalten. Alle Beamten, die der Anweisung nicht Folge leisten, können entlassen und angeklagt werden. Die Anweisung wurde von der Presse auch als sanctuary cities ban bezeichnet. Ende August 2017 entschied ein Bundesgericht, die Umsetzung dieser Anordnung vorläufig zu stoppen. Der Richter Orlando Garcia befand, dass die meisten Teile der Anordnung prima facie Bundesgesetzen und der Verfassung entgegenstehen. Am 15. September 2017 erließ ein Bundesrichter in Chicago eine Verfügung gegen die Anordnung der Regierung in Washington, in der er urteilte, dass das Justizministerium keine Gelder für Städte allein deshalb streichen könne, weil diese den Migrationsbehörden des Bundes den Zugang zu den Gefängnissen und die Kooperation verweigerten.
Die US-Bundesbehörde ICE des Heimatschutzministeriums ließ Ende September 2017 in einer groß angelegten Operation fast 500 illegale Einwanderer in Sanctuary Cities wie Los Angeles, San Francisco und San Jose verhaften. Bei der Aktion konzentrierte sich die Behörde nach eigenen Aussagen auf bereits bekannte Kriminelle.
Mit Stand von Anfang 2024 hat Texas etwa 100.000 Migranten mit Bussen in die Sanctuary Cities verbringen lassen. Ende Februar 2024 rief der Bürgermeister von New York City Eric Adams dazu auf, die Gesetze bezüglich des Status als Sanctuary City so zu ändern, dass Migranten, die ein Verbrechen begehen, an die Bundesbehörde ICE übergeben werden können. Das Weiße Haus forderte die Sanctuary Cities und ihre Gerichtsbarkeiten dazu auf, mit der Behörde ICE zusammenzuarbeiten, um kriminelle illegale Einwanderer zur Abschiebung auszuliefern.